# 六射手谷 (亞利桑那州)
六射手谷（英語：San Carlos）是位於美國亞利桑那州希拉縣的一個人口普查指定地區。根據2010年美國人口普查，該地共人口500人，而該地的面積約為7.55平方千米。

## 地理
六射手谷的座標為33°21′54″N 110°46′03″W / 33.36500°N 110.76750°W，而該地最高點為海拔高度1140米（即3740英尺）。